# Santuario di Nostra Signora dell'Acqua
Il santuario di Nostra Signora dell'Acqua è un luogo di culto cattolico italiano, situato nella frazione di Molino Vecchio, sede del comune di Valbrevenna, città metropolitana di Genova.
L'edificio è sottoposto a vincolo di tutela sin dal 1934.

## Storia e descrizione
Il santuario, situato in un luogo ombroso sulla riva sinistra del torrente Brevenna, è il centro della vita religiosa del comune.
Secondo la tradizione, l'origine del santuario risalirebbe a un fatto prodigioso che sarebbe avvenuto nel 1584, quando, durante un'epidemia di peste, una pastorella del borgo di Ravino (ora scomparso), colpita dal contagio, seguendo una voce soave che diceva Salus Infirmorum, ora pro nobis (Salute degli infermi, prega per noi) attinse a una fonte sulla riva del torrente e fu risanata. Anche il parroco di Pareto, inizialmente incredulo, cadde ammalato e anch'egli guarì dopo aver bevuto l'acqua della fonte. Fu così costruita vicino alla sorgente una piccola cappella in legno e poi, nel 1744, l'attuale santuario: una piccola chiesa a navata unica con un portico antistante. Accanto alla chiesa fu realizzato tra gli anni 1908-1909 l'ospizio dei pellegrini.
Sull'altare si trova la statua marmorea di Nostra Signora dell'Acqua, o Madonna dei Tartari, opera di un ignoto artista genovese dei primi anni del Settecento.
A seguito delle abbondanti precipitazioni della notte fra il 13 e il 14 settembre 2015, l'edificio ha subito gravi danni a causa di una importante frana prospiciente l'ingresso del santuario. La frana, oltre a trascinare nel fiume il sagrato e il porticato di fronte all'edificio e il muro di sostegno, ha causato il crollo del ponte che lo collegava alla strada provinciale, isolando il santuario. La ricostruzione, per un danno stimato di circa 320.000 euro, è iniziata il 15 giugno 2016 e terminata nel 2017, grazie all'intervento assicurativo e alla partecipazione di volontari da tutta la valle. Il portico, diversamente da quello crollato, si presenta con un semplice tetto a due falde sorretto da pilastri a pianta quadrata.

## Festività

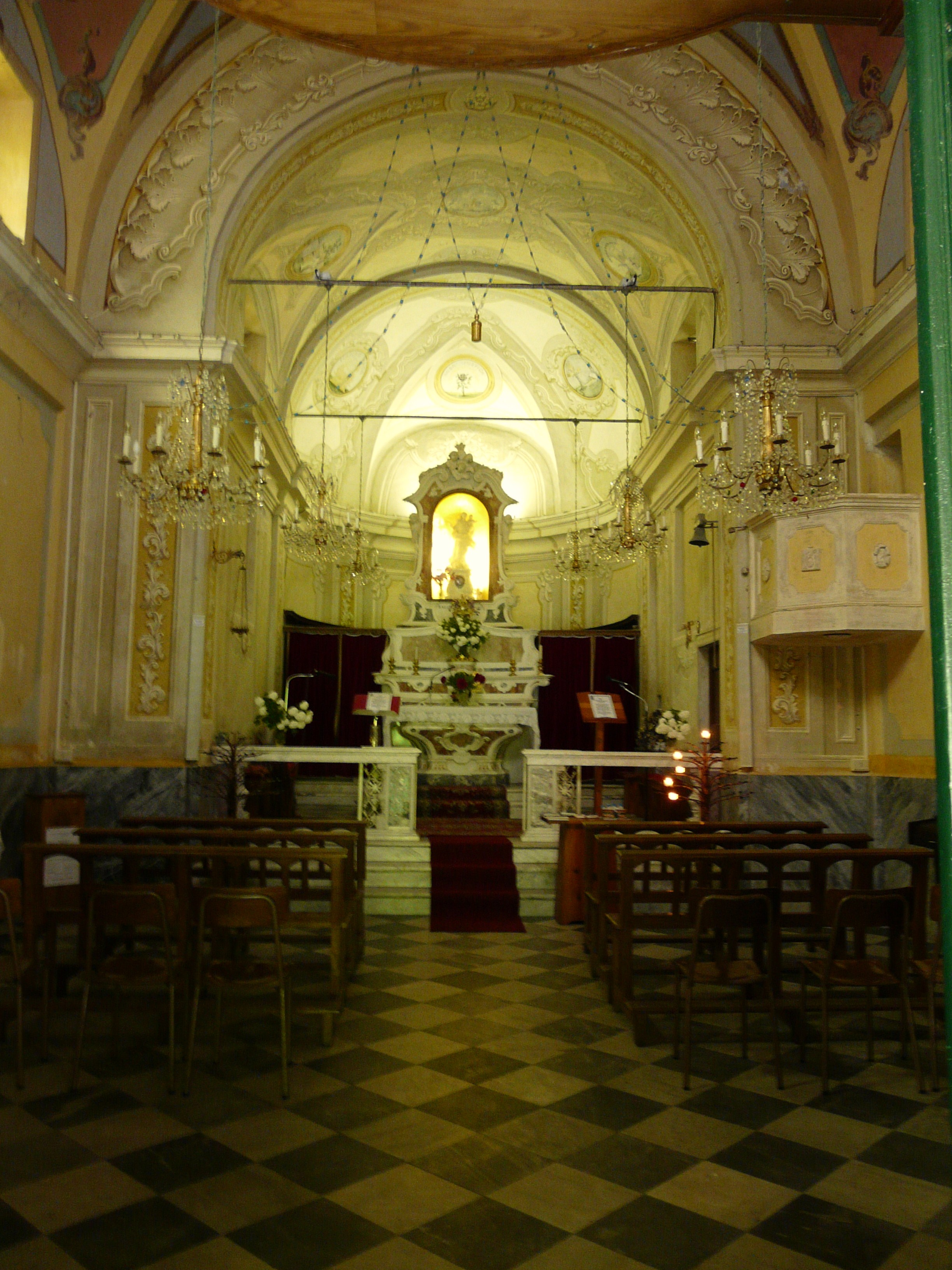
Interno del santuario

La festività patronale si celebra la seconda domenica di luglio, con particolare solennità e partecipazione degli abitanti della Valbrevenna e afflusso di pellegrini. Al santuario si festeggia inoltre il ringraziamento dei frutti della terra e della stagione estiva l'ultima domenica di ottobre.
Da luglio a settembre, ogni domenica e festivo, alle ore 17:30 viene celebrata la messa.